# Small Faces (musikalbum)
Small Faces är den brittiska musikgruppen Small Faces andra album, utgivet 1967 av skivbolaget Immediate. I USA gavs albumet ut året därpå i modifierad form med titeln There Are But Four Small Faces.

## Låtlista
Sida 1
1. "(Tell Me) Have You Ever Seen Me" – 2:16
2. "Something I Want to Tell You" – 2:10
3. "Feeling Lonely" – 1:35
4. "Happy Boys Happy" – 1:36
5. "Things Are Going to Get Better" – 2:39
6. "My Way of Giving" – 1:59
7. "Green Circles" (Steve Marriott/Ronnie Lane/Michael O' Sullivan) – 2:46

Sida 2
1. "Become Like You" – 1:58
2. "Get Yourself Together" – 2:16
3. "All Our Yesterdays" – 1:53
4. "Talk to You" – 2:09
5. "Show Me the Way" – 2:08
6. "Up the Wooden Hills to Bedfordshire" (Ian McLagan) – 2:05
7. "Eddie's Dreaming" (Steve Marriott/Ronnie Lane/Ian McLagan) – 2:54

- Alla låtar skrivna av Steve Marriott och Ronnie Lane där inget annat anges.

## Medverkande
Small Faces
- Steve Marriott – sång, gitarr, piano
- Ronnie Lane – sång, basgitarr
- Kenney Jones – trummor, percussion
- Ian McLagan – sång, keyboard, basgitarr, gitarr

Produktion
- Steve Marriott, Ronnie Lane – musikproducent
- Glyn Johns, George Chkiantz, Eddie Kramer – ljudtekniker
- Stephen Hill – omslagsdesign
- Stephen Bobroff – foto